# Soon May the Wellerman Come
«Soon May the Wellerman Come» — народная песня новозеландских китобоев, также известная как «Wellerman» (1860-70). В песне, возникшей в Новой Зеландии, часто упоминаются «веллермены», корабли снабжения, принадлежащие братьям Веллер. Песня была впервые опубликована в сборнике новозеландских народных песен в 1973 году. Содержание песни получило академическую похвалу как «подлинное культурное выражение эксплуатируемых рабочих, для которых „сахар, чай и ром“ давали столь необходимую передышку от тяжелой работы и тяжелого труда повседневной жизни».
В 2020 и 2021 годах новые версии британской музыкальной фолк-группы Longest Johns и шотландского музыканта Натана Эванса стали невероятными вирусными хитами на сайте TikTok, что привело к «безумству в социальных сетях» вокруг «морских шанти».

## История
История песни напрямую связана с историей китобойного промысла в Новой Зеландии, простирается с конца восемнадцатого века до 1965 года. В 1831 году англичане, братья Веллер (Эдвард, Джордж и Джозеф), которые мигрировали в Сидней в 1829 году, основали китобойную станцию в Отаку (Otakou) недалеко от современного Данидина на Южном острове Новой Зеландии, примерно за семнадцать лет до первого британского поселения Данидин.
Выступая на праздновании столетия в 1931 году, генерал-губернатор Новой Зеландии лорд Бледисло (Сэр Чарльз Батерст, 1867—1958) вспомнил, как братья Веллер во время своего путешествия в Новую Зеландию «принесли на „Люси Энн“ (барк братьев Веллер) много рома и немало пороха … ». С 1833 года братья Веллер продавали провизию китобоям в Новой Зеландии со своей базы в Отаку, которую они назвали «Отаго» (Otago), что приблизительно соответствует произношению местных маори. Их служащих стали называть «Веллермены» (wellermen). В отличие от китобойного промысла в Атлантике и северной части Тихого океана, китобои Новой Зеландии практиковали китобойный промысел с берега, что требовало от них обработки туш китов на суше. Индустрия привлекала в Новую Зеландию китобоев из самых разных слоев общества, включая не только из Британских островов, но также коренных американцев, жителей островов Тихого океана и коренных австралийцев. Китобойные суда зависели от хороших отношений с местным народом маори, а китобойная промышленность интегрировала маори в мировую экономику и привела к сотням смешанных браков между китобоями и местными маори, включая самого Эдварда Веллера, который дважды был женат на женщинах маори связывая Веллеров с одной из самых известных местных семей маори, Эллисонами.
Считается, что песня была написана в Новой Зеландии примерно в 1860—1870 годах. Хотя её авторство неизвестно, оно могло быть написано юнгой или береговым китобоем и, возможно, служило рабочей песней, которую китобои пели, когда убивали и разрезали кита. Первоначально она была собрана примерно в 1966 году учителем музыки и составителем народных песен из Новой Зеландии Нилом Колкухауном (Neil Colquhoun) у некоего Ф. Р. Вудса (F. R. Woods). Вудс, которому в то время было за 80, якобы слышал эту песню, а также песню «John Smith A.B.» от своего дяди. Песня под названием «Джон Смит А. Б.» («John Smith A.B.») была напечатана в выпуске The Bulletin за 1904 год, где её приписывают некоему Д. Х. Роджерсу (D.H. Rogers). Вполне возможно, что Роджерс был дядей Вудса, и что Роджерс работал юнгой или береговым китобоем в начале середины XIX века, сочинив обе песни в более поздние годы жизни и в конечном итоге передав их своему племяннику. В 1973 году «Soon May the Wellerman Come» был включен в сборник новозеландских народных песен Колкухауна «Новозеландские народные песни: песни молодой страны» (New Zealand Folksongs: Songs of a Young Country).

## Синопсис
В тексте песни описывается китобойное судно под названием «The Billy of Tea» (переводится как «котелок для чая») и его охота на кита. В песне описывается, как команда корабля надеется, что «веллерман» (судно братьев Веллер, доставляющее провизию новозеландским китобоям) прибудет и принесёт им предметы роскоши, при этом в припеве повторяется: «Скоро веллерман прибудет, привезёт нам сахар, чай и ром». Согласно тексту песни на веб-сайте New Zealand Folk Song, «рабочим на этих китобойных станциях (береговые китобои) не платили зарплату, им платили одеждой, спиртными напитками и табаком». В китобойной индустрии Новой Зеландии XIX века братья Веллер владели судами, которые продавали продукты для китобойных судов. Хор продолжается, и команда поёт в надежде, что «Однажды, когда работа (Tonguing) будет окончена, мы пойдём [в увольнительную]». В данном контексте имеется в виду практика отделения полос китового сала и разрезания на куски для превращения в ворвань путем перетапливания .

## Записи
Песня часто исполнялась и/или ремикшировалась, с более чем 10 записанными исполнениями в период с 1967 по 2005 год. В 1990 году фолк-трио из Новой Англии Гордон Бок, Энн Мэйо Мьюир и Эд Трикетт записали версию на своём диске And So Will We Yet, спродюсированным лейблом Folk-Legacy Records из города Sharon (США). В 2013 году Веллингтонское общество морских песен шанти (Wellington Sea Shanty Society) выпустило версию песни на своём альбоме Now That’s What I Call Sea Shanties Vol. 1. Более известное исполнение песни было сделано фолк-группой the Longest Johns из Бристоля (Англия) в их сборнике морских песен Between Wind and Water вышедшем в 2018 году. В 2021 году после волны исполнения в соцсетях (получившее название «ShantyTok»), Лейк Дэвинир, член общества Wellington Sea Shanty Society, заметил, что их запись пережила новый всплеск популярности.

## Популярные адаптации

### Версия Натана Эванса (2021)
Версия шотландского музыканта Натана Эванса ещё больше повысила популярность песни, что привело к всплеску интереса к морским шанти, появлению множества ремиксов и новых версий. Версия Эванса получила высокую оценку за «подлинное чувство стоического терпения», которое привлекло молодых людей в изоляции, которые, как китобои XIX века, «точно так же топчутся на месте». Из-за того, что версия Эванса появилась на TikTok, тенденция распевать и показывать морские шанти, такие как «Soon May the Wellerman Come» в социальных сетях, получила название «ShantyTok».
Песня, совместно созданная Натаном Эвансом и ремиксерами 220 Kid и Билленом Тедом, достигла 2-го места (пробыв там несколько недель, а всего 7 недель в лучшей тройке Top 3), а потом и вершины в официальном британском хит-параде синглов UK Singles Chart и 1-го места по продажам. Новая версия песни с немецкой группой Santiano вышла как сингл 19 февраля 2021 года.

#### Список треков
| №  | Название                 | Длительность |
| -- | ------------------------ | ------------ |
| 1. | «Wellerman (Sea Shanty)» | 2:35         |

| №  | Название                                              | Длительность |
| -- | ----------------------------------------------------- | ------------ |
| 1. | «Wellerman» (Sea Shanty / 220 Kid x Billen Ted Remix) | 1:56         |

| №  | Название                                              | Длительность |
| -- | ----------------------------------------------------- | ------------ |
| 1. | «Wellerman» (Sea Shanty)                              | 2:36         |
| 2. | «Wellerman» (Sea Shanty / 220 Kid x Billen Ted Remix) | 1:57         |
| 3. | «Wellerman» (вместе с Santiano)                       | 3:11         |

#### Чарты
| Чарт (2021)                                     | Высшая позиция |
| ----------------------------------------------- | -------------- |
| Австралия (ARIA)                                | 62             |
| Австрия (Ö3 Austria Top 40)                     | 1              |
| Бельгия/Фландрия (Ultratop 50)                  | 1              |
| Мир (Billboard Global 200)                      | 16             |
| Канада (Canadian Hot 100)                       | 56             |
| Канада (Canadian Digital Song Sales, Billboard) | 2              |
| Германия (GfK)                                  | 1              |
| Венгрия (Stream Top 40)                         | 21             |
| Ирландия (IRMA)                                 | 2              |
| Нидерланды (Dutch Top 40)                       | 1              |
| Нидерланды (Single Top 100)                     | 1              |
| Новая Зеландия (RMNZ)                           | 39             |
| Норвегия (VG-lista)                             | 1              |
| Швеция (Sverigetopplistan)                      | 9              |
| Швейцария (Schweizer Hitparade)                 | 1              |
| Великобритания (OCC UK Singles)                 | 1              |
| Великобритания (OCC UK Dance)                   | 1              |
| США (Bubbling Under Hot 100, Billboard)         | 16             |
| США (Digital Song Sales, Billboard)             | 4              |

#### Сертификации
| Регион                                                                      | Сертификация | Продажи |
| --------------------------------------------------------------------------- | ------------ | ------- |
| Австрия (IFPI Austria)                                                      | Платиновый   | 30 000  |
| Бельгия (BEA)                                                               | Золотой      | 20 000  |
| Швейцария (IFPI Switzerland)                                                | Золотой      | 10 000  |
| Великобритания (BPI)                                                        | Платиновый   | 600 000 |
| Данные о продажах + прослушиваниях приведены только на основе сертификации. |              |         |